# IC 984
IC 984 est une galaxie spirale située dans la constellation du Bouvier. Sa vitesse par rapport au fond diffus cosmologique est de 5 336 ± 17 km/s, ce qui correspond à une distance de Hubble de 78,7 ± 5,5 Mpc (∼257 millions d'al). Cette galaxie a été découverte par l'astronome français Stéphane Javelle en 1891.
À ce jour, près d'une dizaine de mesures non basées sur le décalage vers le rouge (redshift) donnent une distance de 62,938 ± 7,037 Mpc (∼205 millions d'al), ce qui est à l'extérieur des valeurs de la distance de Hubble. Notons cependant que c'est avec la valeur moyenne des mesures indépendantes, lorsqu'elles existent, que la base de données NASA/IPAC calcule le diamètre d'une galaxie et qu'en conséquence le diamètre d'IC 984 pourrait être d'environ 45,8 kpc (∼149 000 al) si on utilisait la distance de Hubble pour le calculer.

## Groupe de NGC 5490
Selon A. M. Garcia, IC 984 fait partie du groupe de NGC 5490. Ce groupe de galaxies compte quatre membres. Les autres galaxies du groupe sont NGC 5490, IC 982 et UGC 9078.
L'appartenance d'IC 982 au même groupe que les trois autres galaxies (NGC 5490, IC 984 et UGC 9078) est fort douteuse cependant, d'autant qu'elle forme un couple avec la galaxie IC 983 dont la vitesse radiale de (5443 ± 6) km/s est presque la même que la sienne.